# Kallistopeltis kalonota
Kallistopeltis kalonota är en mångfotingart som först beskrevs av Carl Graf Attems 1899.  Kallistopeltis kalonota ingår i släktet Kallistopeltis och familjen Aphelidesmidae. Inga underarter finns listade i Catalogue of Life.